# Albert Maton
Albert Maton, né le 3 janvier 1916 à Freneuse et mort le 23 septembre 1997 à Boussois, est un homme politique français. Membre du Parti communiste français, il est conseiller général du canton de Maubeuge-Sud et député du Nord.

## Biographie
Entré à l'usine à 12 ans, il est agent technique, puis devient traceur de charpentes.
Membre des Jeunesses ouvrières chrétiennes, il s'engage par la suite au parti communiste et à la CGT.
Très actif dans la Résistance, il est conseiller général du canton de Maubeuge-Sud de 1945 à 1949, de 1955 à 1961 et de 1967 à 1979, et conseiller municipal de Maubeuge de 1977 à 1989. Il est élu à député à de nombreuses reprises : une première fois en novembre 1946, Albert Maton sera réélu à l'Assemblée nationale jusqu'en 1958.
Écarté des responsabilités nationales aux débuts de la Cinquième République, Albert Maton ne recueille aux élections de 1958 que 28,6 % des voix derrière le candidat SFIO Pierre Forest, maire de Maubeuge (39,5 %) et le candidat gaulliste Raymond Carret (31,9 %), et se maintient au deuxième tour dans le cadre d'une triangulaire. En 1962, Albert Maton se désiste en faveur du candidat socialiste. C'est également le cas aux législatives de 1967. Cependant, en 1968, Pierre Forest est devancé par le communiste qui recueille 32,4 % des voix, contre 28,5 %. Le mauvais report des voix socialistes et du jeune candidat PSU Umberto Battist font gagner le candidat de la droite Bernard Lebas.
Il lui faut attendre la dynamique de l'Union de la gauche avec le Programme commun pour retrouver les bancs de l'hémicycle, et représenter le Parti communiste et la vallée de la Sambre en 1973 et 1978. Aux élections municipales de 1977, Albert Maton est candidat à Maubeuge sur la liste d'union menée par Pierre Bérégovoy. Mais Pierre Forest refuse ce parachutage et conserve son pouvoir sur la ville en faisant alliance avec le RPR et l'UDF. Albert Maton entre dans l'opposition municipale. Aux élections législatives de 1978, il devance Pierre Bérégovoy, le dirigeant national du PS appelle alors à soutenir Albert Maton au second tour. En 1981, la vague rose suivant l'élection de François Mitterrand dépasse Albert Maton, qui s'est présenté avec Jean-Claude Wasterlain, maire communiste d'Hautmont. Il est devancé par le socialiste Umberto Battist, nouveau député de la 22e circonscription du Nord.
Aux élections municipales de 1984, à la suite du décès de Pierre Forest, c'est Jean-Claude Decagny qui est élu. Albert Maton reste dans l'opposition municipale jusqu'en 1989.
Une brochure biographique a été éditée par le Centre d'Histoire Sociale Albert Maton.

## Distinctions
- Croix du combattant volontaire de la Résistance.